# Mario Göpfert
Mario Göpfert (* 5. April 1957 in Dresden) ist ein deutscher Kinderbuchautor.
Er erlernte den Beruf des Schriftsetzers und arbeitete als Metteur und Offsetkopierer im grafischen Gewerbe, nahm aber auch am Poetenseminar teil. 1981–1982 war er Regiehilfe im DEFA-Spielfilmstudio und studierte danach am Literaturinstitut in Leipzig. 1985–1991 war er freiberuflicher Autor und verfasste zahlreiche Hörspiele (u. a. Das fremde Kind nach E. T. A. Hoffmann). Das Theaterstück Märchen vom Guten Wolf wurde am Theater Junge Generation aufgeführt und Ostern 1991 im DDR-Fernsehen in zwei Teilen ausgestrahlt. Von 1991 bis 1995 hatte er verschiedene ABM-Stellen in der Kultur und der Öffentlichkeitsarbeit und ist seitdem wieder freischaffender Schriftsteller. Für die Sendung Ohrenbär schrieb er zahlreiche Hörspielgeschichten.

## Bücher
- Löwe sein ist wunderbar, Bilder von Henrike Wilson. Middelhauve, München 2000. ISBN 3-7876-9615-6
- Zwerg Goliath und Fräulein Liliput, Bilder von Josué van Geffel. Lappan, Oldenburg 2003. ISBN 3-8303-1040-4
- Lisa und Mathilda, Bilder von Julia-Michelle Neumann. Brunnen-Verlag, Gießen und Basel 2004. ISBN 3-7655-6769-8

## Hörspiele
- 1989: Blanka, eine geraubte Prinzessin – Regie: Manfred Täubert (Kinderhörspiel – Rundfunk der DDR)
- 1993: Die Mondblume – Regie: Peter Groeger (DS Kultur)
- 2008: Steppenwind und Adlerflügel (nach dem Kinderbuch von Xavier-Laurent Petit) – Regie: Christine Nagel (Kinderhörspiel – DKultur)
- 2013: Wecke niemals einen Schrat (nach dem gleichnamigen Buch von Wieland Freund) – Regie: Klaus-Michael Klingsporn (Kinderhörspiel – DKultur)
- 2014: Sonnenglut und Wüstenpferd (nach dem Kinderbuch von Xavier-Laurent Petit) – Regie: Christine Nagel (Kinderhörspiel –  DKultur)

## Preise, Stipendien, Auszeichnungen
- Aufenthaltsstipendium Künstlerhaus Schloss Wiepersdorf 1999
- Aufenthaltsstipendium Künstlerhaus Lukas in Ahrenshoop 2002
- Aufenthaltsstipendium Denkmalschmiede Höfgen 2009